# جوليان غوميز
جوليان غوميز (بالإنجليزية: Julian Gómez)‏ (17 سبتمبر 1975 بكالي في كولومبيا - ) هو لاعب كرة قدم أمريكي في مركز الهجوم. لعب مع نيويورك ريد بولز وBrooklyn Knights ‏.

## وصلات خارجية
- جوليان غوميز على موقع الدوري الأمريكي (الإنجليزية)
- جوليان غوميز على موقع قاعدة بيانات كرة القدم.إي يو (الإنجليزية)